# Едиган (село)
Едиган (рос. Едиган) — село Чемальського району, Республіка Алтай Росії. Входить до складу Куюського сільського поселення.
Населення — 244 особи (2015 рік).